# In den Schluchten des Balkan (Freilichtspiel)
In den Schluchten des Balkan ist ein Theaterstück für Freilichtbühnen von Wulf Leisner und Roland Schmid nach Karl Mays gleichnamigem Roman, das 1956 in Bad Segeberg uraufgeführt wurde.

## Handlung

### 1. Episode – Die Männer aus den Bergen
Der Schut, maskiert und vom heiligen Mübarek und den Aladschys assistiert, vereint die Stämme nahe dem Schwarzen Drin in Albanien gegen die ungläubigen Chaldani. Tolken-Fürstin Güsela schenkt dem Schut ein heiliges Schwert. Chaldani-Fürstin Marina soll nun sterben – doch Kara Ben Nemsi und Hadschi Halef Omar, die den Spuren folgten, retten sie. Güselas Bruder Tschurak attackiert Kara und stirbt im Gemenge durch seine eigene Kugel. Schwur der Blutrache.

### 2. Episode – Die geflügelten Stiere
Statt des versprochenen geflügelten Stieres bekommt Lord Lindsay vom piaster-gierigen Trio nur alte Blechdosen ausgegraben, für die er die Bezahlung verweigert. Der Muchtar von Kolastschin muss kommen. Lindsay, Kara und Halef sollen bastoniert werden...

### 3. Episode – Die Schluchthütte
Der Mübarek, verkleidet als Bettler Busra, und der Köhler Scharka wollen Überfallene spielen und Kara und Halef den Aladschys am Verräterfelsen vor die Flinten führen. – Kara durchschaut das. Dank Halef seilt er sich mittels Turbantuch ab und zieht den Schurken die Gewehre durchs Fenster. Auf ein angeblich gezündetes Pulverfass gesetzt, gestehen sie. Kara und Halef wollen Lindsay nachholen, der am Turm der alten Mutter zurückblieb. – Da kommt Lindsay und befreit und beschenkt die „Überfallenen“. Von Kara aufgeklärt, gibt er dem Pferd die Sporen – es geht durch. Kara will von hinten zum Verräterfelsen, Halef soll Lindsay einfangen. – Güsela greift Kara an, wird besiegt, bekommt das Leben geschenkt, gibt die Blutrache auf, schenkt Kara ihr Wurfbeil, warnt vor der Rache des Schuts und wünscht viel Glück.

### 4. Episode – Der Verräterfelsen
Güsela entdeckt die Aladschys, verweigert Hilfe und wird hinterrücks erschossen. Kara stürzt Bybar vom Felsen, Sandar flieht. Der Mübarek und die Krieger der Stämme kommen. Kara entlarvt Mübarek als Busra. Plötzlich kommt Kara Nirwan und lädt Kara ein – verrät sich aber durch das heilige Tolkenschwert am Gürtel. Kara und der Schut prügeln sich auf der Brücke. Der Mübarek zündet eine Sprengladung. Halef reißt Kara noch rechtzeitig weg. Frieden, Weiterreise mit Lord Lindsay.

## Aufführungen

### In Bad Segeberg
- 1956[2]
- 1960[3]
- 1968[4]
- 1972[5]

### In Elspe
- 1960[6]
- 1969[7]

## Textbücher
- Wulf Leisner, Roland Schmid: In den Schluchten des Balkan. Ein Freilicht-Spiel nach Motiven von Karl May, 1956/1960.[8]
- Wulf Leisner: In den Schluchten des Balkan. Ein Freilicht-Spiel nach Motiven von Karl May, Hamburg-Langenhorn: Vertriebsstelle und Verlag Deutscher Bühnenschriftsteller und Bühnenkomponisten o. J. (1968/1972)